# Kaliningrad K-5
Kaliningrad K-5 (NATO-rapporteringsnamn AA-1 Alkali) var Sovjetunionens första jaktrobot.

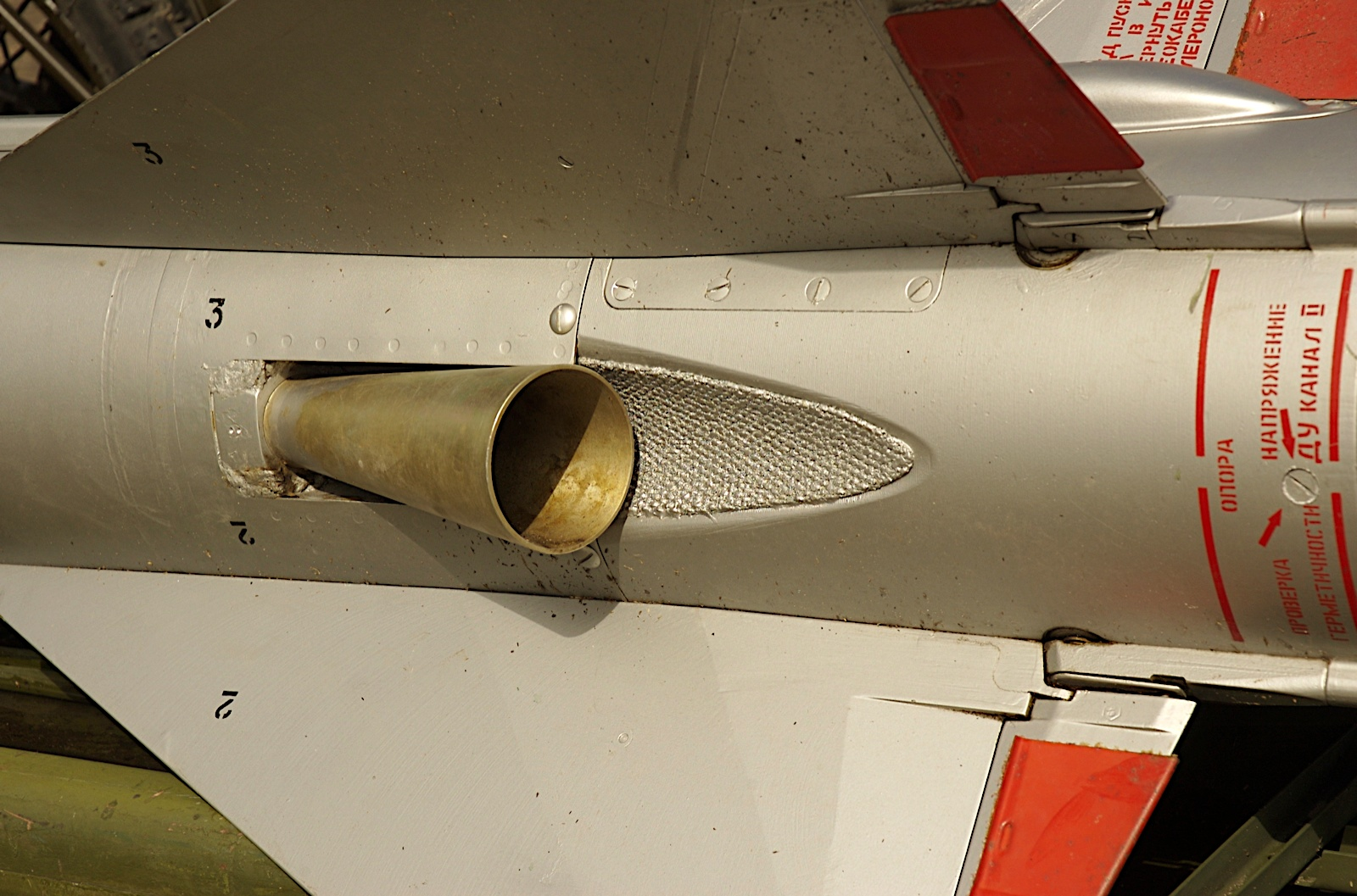
Närbild på ett av raketmunstyckena.

## Utveckling
Utvecklingen påbörjades 1951 inspirerad av den tyska roboten Ruhrstahl X-4. Det officiella beslutet att utveckla en jaktrobot togs av Sovjetunionens ministerråd 1 april 1952. Den första provskjutningen ägde rum 8 oktober 1953 vid Vladimirovka i Astrachan. Provskjutningen blev lyckad och roboten höll en rak kurs så snart den blivit fångad i ledstrålen. 1954 genomfördes provskjutningar mot målrobotar (Lavotjkin La-17). Dessa visade sig ha så liten radarmålyta att det inte gick att låsa radarn på dem på längre avstånd än 2,5 km, vilket var nära robotens minimiräckvidd. Provskjutningarna avslutades i mars 1955 med en spektakulär nedskjutning av en fjärrstyrd Tu-4 som filmades från en Il-28.
Redan i slutet av 1950-talet började K-5 framstå som obsolet i jämförelse med andra robotar. Trots det byggdes förbättrade versioner av roboten för att beväpna PVO:s Su-9:or. Su-9:ans Sapfir-radar gav något bättre träffchans, men det var först när man försåg roboten med målsökaren från Sidewinder-kopian Vympel K-13 som roboten kunde söka sig mot målet på egen hand utan hjälp av en styrstråle.
Roboten behölls i tjänst in på 1970-talet som beväpning på Su-9 och skrotades i samband med att Su-9 togs ur tjänst.

## Konstruktion
Roboten följde styrstrålen från radaravståndsmätaren RP-2 Izumrud-2 (i Su-9 RP-9 Sapfir) som satt monterad i nosen på jaktflygplanet. Piloten styrde roboten genom att hålla målet kvar i siktet tills roboten träffade.
De flesta robotvapen har motorn längst bak eftersom det är den naturligaste platsen för raketmunstycket. På K-5 är dock stjärtkonen upptagen av mottagaren för ledstråleföljaren. Därför sitter motorn monterad i mitten av roboten med två munstycken på var sin sida i höjd med vingarna.
Roboten är uppdelad i sex sektioner. Zonröret, stridsladdningen, styrsystemet, raketmotorn, batteri och servon samt mottagaren.

## Varianter
- K-5 (RS-1U) – Första produktionsmodellen.
- K-5M (RS-2U) – Andra produktionsmodellen med större vingyta för bättre stabilitet och större stridsladdning.
- K-5MS (K-51, RS-2US) – Tredje produktionsmodellen med kraftigare roderservon och längre, mer strömlinjeformad flygkropp.
- K-55 (R-55) – Ombyggda robotar med målsökaren från Vympel K-13.
- PL-1 – Kinesisk kopia tillverkad som beväpning för Shenyang J-6.

Prefixet K- står för Kompleks (robotsystem) medan den äldre beteckningen RS- står för Reaktivnyj snarjad pervyj (ungefär ”reaktionsdriven projektil”).